# Mutinerie de Bishopsgate
La mutinerie de Bishopsgate (anglais : Bishopsgate mutiny) a eu lieu en avril 1649 lors de la Première Révolution anglaise, lorsque les soldats du colonel Edward Whalley de la New Model Army refusent d'obéir à l'ordre de quitter Londres. 

## Déroulement
En janvier 1649, Charles Ier d'Angleterre est jugé et exécuté pour haute trahison contre son peuple. En février, les officiers seniors de l'armée, les Grandees, bannissent les pétitions des soldats au Parlement. En mars, huit soldats niveleurs exigent le retour du droit de pétitionner à Thomas Fairfax et cinq d'entre eux sont renvoyés de l'armée.
Pendant ce temps, 300 hommes d'infanterie du colonel John Hewson ayant déclaré qu'ils n'iraient pas servir en Irlande tant que le programme des niveleurs n'aurait pas été adopté sont renvoyés de l'armée sans recevoir leurs arrérages de paie. C'est le même traitement qui avait été utilisé pour museler la mutinerie de Corkbush Field.
Lorsque les soldats du régiment de Whalley, à Bishopsgate (Londres) mettent en avant des demandes semblables, ils reçoivent l'ordre de quitter Londres. Ils s'y refusent, craignant qu'une fois sortis de la ville, ils n'aient le choix d'obéir ou d'être renvoyés sans paiement d'arrérages. Les mutins se rendent finalement après avoir été raisonnés par Fairfax et Oliver Cromwell.

## Conclusion
À la fin de la mutinerie, quinze soldats sont arrêtés et passent en cour martiale. Six sont condamnés à la peine capitale, dont cinq sont finalement graciés.
Un soldat supportant les niveleurs, Robert Lockier, est exécuté le 27 avril, en face de la cathédrale Saint-Paul. Ses funérailles sont l'occasion de démonstrations des niveleurs.